# 庫爾巴河
庫爾巴河是俄羅斯的河流，屬於烏達河的右支流，由布里亞特共和國負責管轄，河道全長175公里，流域面積5,500平方公里，河水主要來自融雪，每年十月至翌年五月結冰。